# Parti communiste internationaliste (Italie)
Pour les articles homonymes, voir Parti communiste internationaliste.
Le Parti communiste internationaliste (PCI ou PCInt) est un parti politique fondé en Italie en 1943 par Onorato Damen. Il vise à rassembler les militants se reconnaissant dans la tradition bordiguiste puissante en Italie avant la guerre. Aux élections à la Constituante de 1946, il obtient 24 420 voix (0,11 %). En 1952, le PCI éclate en deux. Deux groupes se réclament alors du Parti communiste internationaliste :
- Le PCI - Battaglia comunista, dirigé par Onorato Damen, est favorable à la présentation aux élections. Onorato Damen meurt en 1979. En 1984, le Parti communiste internationaliste fonde une nouvelle internationale : le Bureau international pour le parti révolutionnaire (BIPR) qui devient la Tendance communiste internationaliste en 2009.
- Le PCI - Il Programma comunista, constitué autour d'Amadeo Bordiga (qui a rejoint le parti au début des années cinquante sans formellement s'y inscrire[1]) et de Bruno Maffi, est opposé : ce groupe va alors prendre le nom de Parti communiste international et publier en français la revue Programme communiste. Ce courant se disperse en plusieurs groupes au début des années 1980.